# Hypoxylon allantoideum
Hypoxylon allantoideum är en svampart som beskrevs av Cooke 1879. Hypoxylon allantoideum ingår i släktet Hypoxylon och familjen kolkärnsvampar.   Inga underarter finns listade i Catalogue of Life.